# Ronald Dworkin
Ronald Myles Dworkin (Worcester, 11 december 1931 – Londen, 14 februari 2013) was een Amerikaanse filosoof, gespecialiseerd in de rechtsfilosofie en de politieke filosofie. Hij was actief als professor aan University College London en de Law school van New York University. Dworkin is in de politieke filosofie vooral bekend om zijn aanvullingen op de opvattingen van John Rawls.  Rawls lijkt met zijn opvatting over het verschilbeginsel vooral de bereidheid van individuen te vergeten om een inspanning te leveren waaraan zij rechten kunnen ontlenen.  Het verschilbeginsel ('difference principle') van Rawls gaat ervan uit dat een zekere ongelijkheid in de samenleving gerechtvaardigd is mits deze ongelijkheid in het voordeel is van de minstbedeelden in de samenleving. Deze opvatting gaat er volgens Dworkin aan voorbij dat een eigen keuze van individuen ertoe kan leiden dat zij aanspraak kunnen maken op de herverdeling van sociale primaire goederen, een herverdeling waarop zij ten gevolge van hun eigen keuzen uit rechtvaardigheidsoogpunt geen recht zouden moeten hebben.
Dworkin wilde deze problematiek uit de weg ruimen door 'endowment insensitive'- en 'ambition sensitive'-elementen toe te voegen.  
In 2007 won Dworkin de prestigieuze Holbergprijs.